# Love Rescue Me
"Love Rescue Me" – piosenka rockowej grupy U2, pochodząca z jej wydanego w 1988 roku albumu, Rattle and Hum. Jest ona wynikiem współpracy z Bobem Dylanem, którego wokal pojawia się w utworze. Wersja piosenki na żywo, nagrana z Ziggym Marleyem, została wydana jako strona B na singlu "Angel of Harlem".

## Wykonania koncertowe
"Love Rescue Me" została po raz pierwszy zagrana na żywo 16 października 1988 roku. Kolejne wykonanie miało miejsce podczas pierwszego koncertu trasy Lovetown Tour, 21 września 1989 roku w australijskim Perth. W sumie piosenka została zagrana podczas 46 z 47 występów tej trasy, przy czym w trakcie 4 z nich była utworem kończącym koncert. Ostatnie wykonanie utworu na żywo miało miejsce podczas finałowego koncertu Lovetown Tour, 10 stycznia 1990 roku w Rotterdamie.
Po zakończeniu trasy Lovetown Tour, "Love Rescue Me" przez długi czas nie była wykonywana, powróciła dopiero podczas czwartego etapu trasy Vertigo Tour, Bono zaśpiewał kilka wersów piosenki pod koniec utworu "All I Want Is You", 21 lutego 2006 roku w São Paulo.
Pełne wykonanie utworu pojawiło się ponownie w setliście dopiero podczas U2 360° Tour, wtedy to zespół wykonał utwór na czterech koncertach.